# Libro di Mosia
Il libro di Mosia ( in inglese: The Book of Mosiah, convenzionalmente abbreviato come Mosia e Mos.) è l'ottavo libro, o partizione, del Libro di Mormon e consta di 29 capitoli.

## Narrazione
Il libro inizia con gli insegnamenti e profezie di re Beniamino e tratta le vicende del suo successore Mosia. Sotto regno di quest'ultimo, in seguito ad una spedizione per trovare i discendenti di Zeniff, si scoprì il regno di Limhi, nella terra di Lehi-Nefi. Questo regno era guidato da Noè figlio di Zeniff e nel libro vengono narrate le vicende dei profeti Abinadi e Alma, e la sconfitta subita dai Lamaniti. Il popolo di Limhi si riunì ai Mulechiti sotto il re Mosia, intorno al 121 a.C., portando con sé le tavole nascoste dei Giarediti, scoperte durante una spedizione e che furono tradotte dallo stesso re Mosia. Inoltre, Mosia concesse al profeta Alma di organizzare la Chiesa. Dopo la morte di Mosia e di Alma, intorno al 92 a.C., il figlio di quest'ultimo, Alma il giovane, divenne Giudice e Sommo sacerdote.